# Kani (Costa d'Avorio)
Kani è una città, sottoprefettura e comune della Costa d'Avorio, situata nella regione di Worodougou. È capoluogo dell'omonimo dipartimento e conta una popolazione di 31 211 abitanti (censimento 2014).